# Zeca em Coimbra
Zeca em Coimbra é um EP de José Afonso, gravado ao vivo no Parque de Santa Cruz em Coimbra, lançado em 1983.

## Faixas
| N.º | Título                      | Compositor(es)                      | Duração |  |
| 1.  | "Traz Outro Amigo Também"   | José Afonso                         |         |  |
| 2.  | "Tenho Barcos, Tenho Remos" | José Afonso                         |         |  |
| 3.  | "Dueto Concertante"         | António Portugal/António Brojo      |         |  |
| 4.  | "Saudades de Coimbra"       | Afonso de Sousa/Mário Faria Fonseca |         |  |

## Músicos
- António Portugal
- António Brojo
- Aurélio Reis
- Luis Filipe
- Rui Pato
- Luis Marinho
- António Bernardino